# Болдин, Валерий Иванович
Вале́рий Ива́нович Бо́лдин (7 сентября 1935, Тутаев, Ярославская область, РСФСР, СССР — 14 февраля 2006, Москва, Россия) — советский партийный деятель; член ЦК КПСС (1988—1991, кандидат в 1986—1988). Депутат Верховного Совета СССР 11 созыва, Народный депутат СССР.

## Биография
Окончил экономический факультет Московской сельскохозяйственной академии им. К. А. Тимирязева (1956—1961).
Член КПСС с 1960 года.
В 1961—1965 работал в аппарате ЦК КПСС.
В 1969 году окончил Академию общественных наук при ЦК КПСС. Кандидат экономических наук (1969).
В 1969 году стал экономическим обозревателем газеты «Правда», затем возглавлял в ней сельскохозяйственный отдел, член редколлегии газеты.
В 1981—1987 годах помощник секретаря, Генерального секретаря ЦК КПСС М. С. Горбачёва. 5 апреля 1985 года участвовал в совещании, на котором обсуждался доклад Горбачёва, который тот прочитал 23 апреля 1985 года.
В 1987—1991 годах заведующий Общим отделом ЦК КПСС.
C 23 марта 1990 года — член Президентского совета СССР.
С 17 апреля 1990 года по 22 августа 1991 года — руководитель Аппарата Президента СССР.
Активно участвовал в событиях августа 1991 года на стороне ГКЧП. 18 августа 1991 года в составе группы из 4-х человек (Бакланов, Болдин, Варенников и Шенин) летал к Горбачеву в Форос. В 18:00 их группа вылетела назад в Москву.
22 августа 1991 г. был освобождён от должности и на следующий день арестован по делу ГКЧП, содержался в следственном изоляторе «Матросская тишина»; в декабре 1991 г. освобождён под подписку о невыезде. 6 мая 1994 г. уголовное дело прекращено на основании постановления Государственной Думы «Об объявлении политической и экономической амнистии».
Скончался 14 февраля 2006 года. Похоронен на Троекуровском кладбище (уч. 13).

## Награды
- Орден Трудового Красного Знамени
- Орден Дружбы народов

## Семья
Жена, дочь.

## Воспоминания
- Болдин В. И. Крушение пьедестала. Штрихи к портрету М. С. Горбачева. — Республика, 1995. — 447 с.